# Окаханджа
Окаханджа е град в североизточна Намибия в състава на регион Очосондюпа. Намира се северно от столицата Виндхук и през него минава главен път B1. Основан е около 1800, от представители на двете местни племенни групи хереро и нама. Името на града е на езика на племето хереро и означава „мястото, където две реки се вливат една в друга“. Населението на града е 22 639 жители (по данни от 2011 г.).

## Описание
Първият европеец стъпил в града през 1827 г. Това бил немският пастор Хейнрих Шмелен. През 1844 г. двама мисионери окончателно усядат в града.	От този период датира и църквата. Военната база на немската армия е основана доста по-късно, едва през 1894 г. Някои смятат тази година за официалната година на основаването на града. Градът е център на представителите от племето хереро. В него има изграден открит пазар, който е и една от атракциите за туристите. Тук са погребани и видни дейци за свободата на Намибия – Хосеа Кутако и Клеменс Капуо. Тук се намира изграденият след обявяването на независимостта Национален институт за образователно развитие.

## Транспорт
Окаханджа е една от точките на националната железопътна система Транс Намиб. ЖП гарата е изградена през 1909 г. и това довежда до по-нататъшен растеж и развитие в района.

## Образование
В града има шест начални, две гимназиални и едно висшо учебно заведение.